# Alexis und Dora

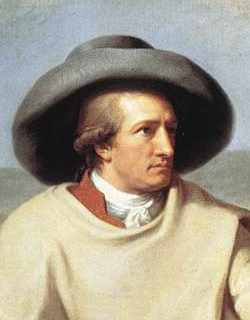
Goethe in der Campagna
Detail aus dem Gemälde von Johann Heinrich Wilhelm Tischbein, 1787

Alexis und Dora ist der Titel einer Elegie von Johann Wolfgang von Goethe, die er im Mai 1796 in Jena schrieb und als Einleitungsgedicht in Friedrich Schillers Musen-Almanach für das Jahr 1797 veröffentlichte. Für den siebten Band seiner Neuen Schriften von 1800 bearbeitete er den Text, der dann bis zur Ausgabe letzter Hand unverändert blieb.
Das vielschichtige Liebesgedicht gehört zu den bedeutenden Werken der klassischen Phase Goethes, der mit dem Distichon erneut das Versmaß der Römischen Elegien verwendete.
Die Elegie malt den melancholischen Rückblick eines Mannes aus, den ein Schiff in die Ferne trägt und der sich an besondere Augenblicke mit der Geliebten erinnert. Erst in den entscheidenden Momenten unmittelbar vor der Abreise entfaltet sich die Liebe und dringt mit ihren unterschiedlichen Facetten in sein Bewusstsein.

## Entstehung

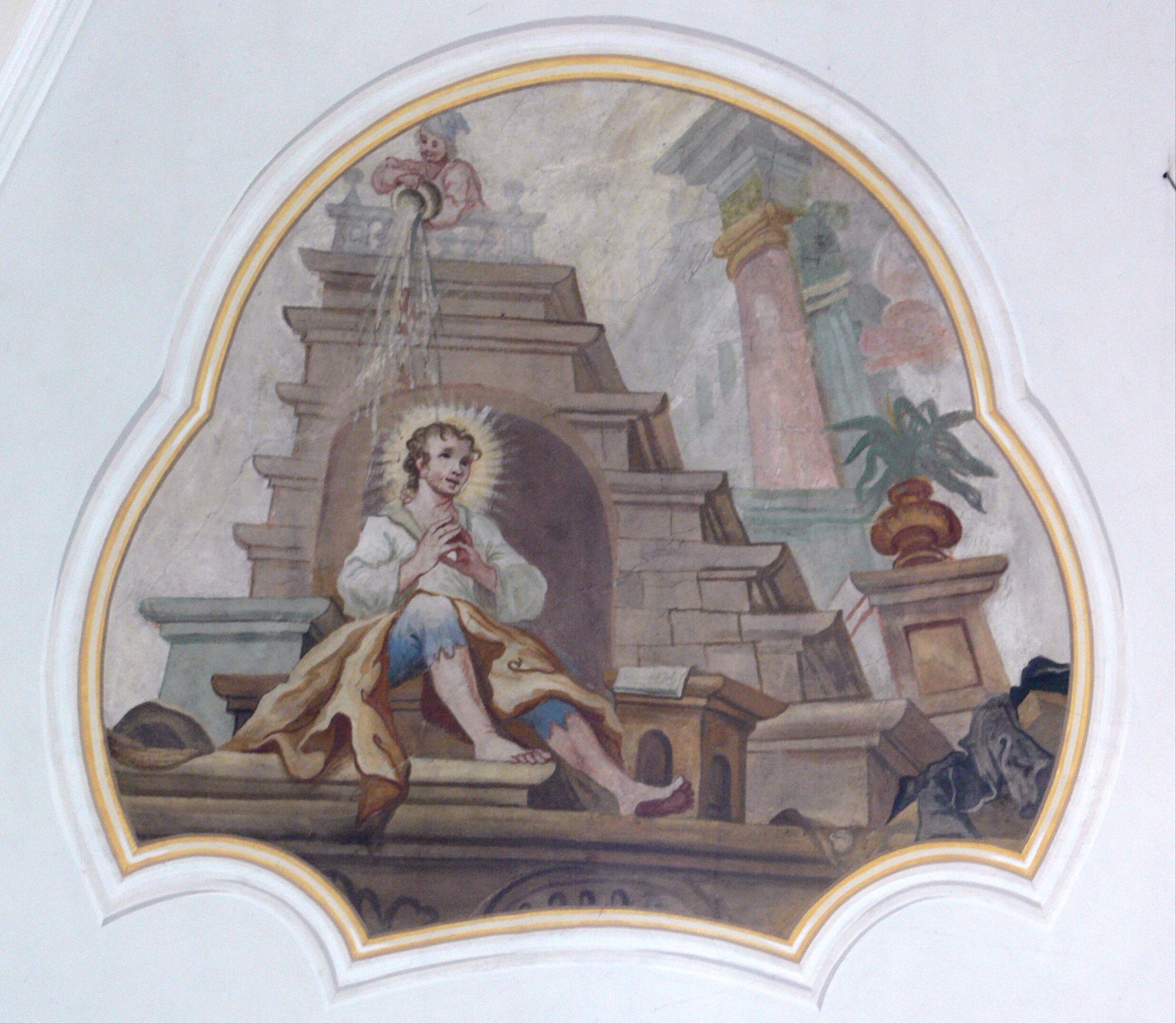
Der heilige Alexius unter der Treppe des Elternhauses,
Gemälde von Anton Maulbertsch in der Pfarrkirche Langenargen, 1732–1733

Nachdem Goethe die Römischen Elegien vollendet hatte, verwendete er das Distichon auch für andere längere Gedichte dieser Art. Zwischen 1793 und 1799 schrieb er keine Zyklen mehr, wohl aber einzelne Elegien, die epische Motive enthalten, ohne sie indes länger erzählerisch auszumalen.
Neben Alexis und Dora zählen zu dieser Gruppe Eyphrosyne, die Totenehrung für die Schauspielerin Christiane Becker, Hermann und Dorothea, das zunächst als Einleitungsgedicht für das gleichnamige Epos konzipiert war, Amyntas und Die Metamorphose der Pflanzen, während die Metamorphose der Tiere Fragment blieb und statt der Distichen, reine Hexameter nutzte.
Eine stoffliche Anregung für Alexis und Dora geht möglicherweise auf die Legende des heiligen Alexius von Edessa zurück, die Goethe während seiner zweiten Schweizer Reise kennenlernte. Eine Wirtin hatte ihn und den Herzog Karl August am 11. November 1779 mit einer bislang unbekannten Erzählung derart gerührt, dass die beiden sie später in einer Hagiographie erneut lasen.

## Inhalt und Einzelheiten
In Alexis und Dora steht der Monolog des jungen Mannes im Vordergrund, der auf dem ins Ungewisse rauschenden Schiff sich selbst überlassen ist und dem die heitere Aufbruchstimmung der anderen fremd ist. Vom Abschiedsschmerz bewegt und mitgerissen, verliert er sich in einem Strudel von Gedanken und offenbart sein Leben in den aufsteigenden Erinnerungsbildern. Umrahmt von der erzählenden Einleitung und kurzen Schlussbetrachtung erstreckt sich dieser Rollenmonolog vom elften Vers bis zum Gedankenstrich nach Vers 154.

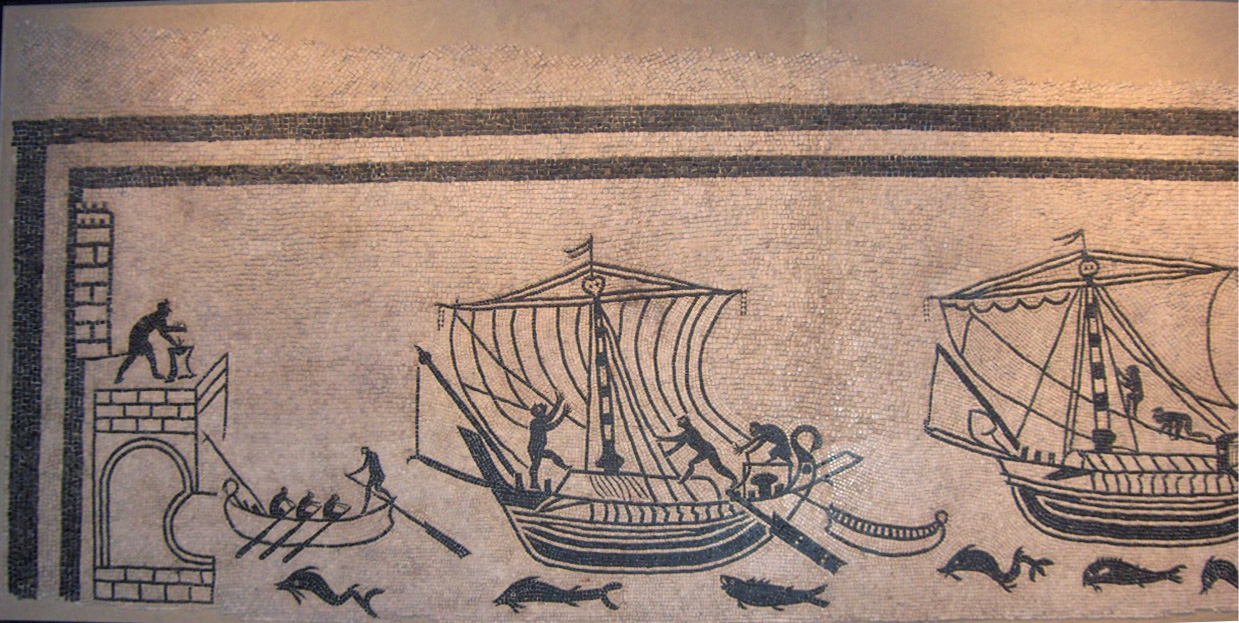
Römische Schiffe (Mosaik aus Rimini)

Während das Segelschiff durch die „schäumende Flut weiter und hinaus“ strebt und „alle Gedanken vorwärts gerichtet“ sind, steht Alexis, „ein Trauriger … rückwärts gewendet“, am Mast und vergegenwärtigt sich das Glück der ersten Begegnung und das Wechselspiel von Finden und Verlieren: Über die Jahre war ihm Dora bei vielen Gelegenheiten aufgefallen. Er beobachtete sie aus einem gewissen Abstand und war „gewohnt“, sie „zu sehen / Wie man die Sterne sieht, wie man den Mond sich beschaut“ ohne sie je besitzen zu wollen. Obgleich die Häuser der beiden nicht weit voneinander entfernt waren, überschritt er niemals ihre Schwelle, wie er sich, nach der Trennung, nun verzweifelt vor Augen hält: „Und nun trennt uns die gräßliche Woge! Du lügst nur den Himmel, / Welle! dein herrliches Blau ist mir die Farbe der Nacht.“
Erst als sich eines Tages „das Segel erhebt“, und er zum Schiff eilt, um mit dem Segen des Vaters in die Ferne zu reisen, kommt er an der Mauer ihres Gartens vorbei. Dora spricht ihn an, lockt ihn in den Garten und gibt ihm die schönen „Früchte“ einer intimen Begegnung, während die Seeleute immer lauter rufen. Es kommt zum Liebesschwur ewiger Treue, den das Mädchen etwas später unter „dem Donner des Zeus“ wiederholt – und die „Tränen schienen / Wie durch göttliche Luft, leise vom Auge gehaucht.“ Alexis will sie nach seiner Rückkehr mit Schmuck und Juwelen überhäufen und gibt sich weiteren Geschenkphantasien hin, bis die kalte Furcht sein Herz jäh umklammert: „Nicht der Erinnyen Fackel, das Bellen der höllischen Hunde / Schreckt den Verbrecher so in der Verzweiflug Gefild.“ Die Eifersucht spielt ihm vor, ihre Tür könnte sich auch für einen anderen öffnen – „für ihn auch fallen die Früchte.“ So möchte er lieber sterben und „im nächtlichen Dunkel“ mit dem vom „leuchtenden Blitz“ zerstörten Schiff im Meer versinken.
Hier endet die Vision und der nüchterne Erzähler konstatiert den ewigen Wechsel von Jammer und Glück: Zwar können die Musen die Wunden nicht heilen, „Aber Linderung kommt einzig, ihr Guten, von euch.“

## Hintergrund und Bedeutung

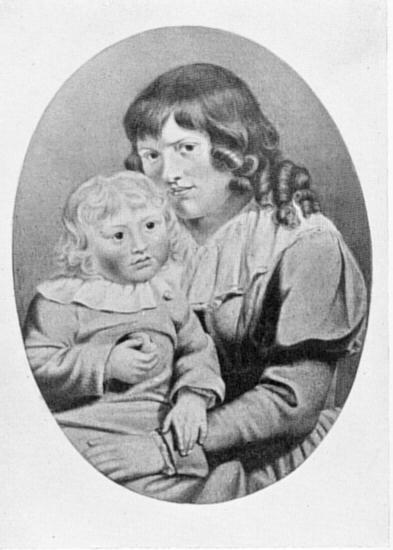
Christiane und August von Goethe, Aquarell von Johann Heinrich Meyer (1793)

In seiner letzten großen theoretischen Schrift Über naive und sentimentalische Dichtung überdachte Friedrich Schiller auch seine eigene Lyrik und ihre Bedeutung gegenüber der Goethes. Der reflektierten und sentimentalischen Dichtung stellte er die naturhafte und naive gegenüber. Während sich der naive Dichter im „Zustand natürlicher Einfalt“ auf die Wirklichkeit und das Schöne bezieht, stellt der sentimentalische im „Zustand der Kultur“ das Ideal dar. Nach Auffassung Friedrich Dieckmanns entsprach nun Alexis und Dora ganz den so formulierten Erwartungen Schillers.
Er lobte das Werk euphorisch und bezeichnete es mit seiner „Einfalt“ und „unergründlichen Tiefe der Empfindung“ als das Schönste, was Goethe je geschaffen habe. Es sei unmöglich, „einen zweiten Fall zu erdenken, wo die Blume des Dichterischen von einem Gegenstande so rein und so glücklich“ gepflückt werde. Zwar verstand er nicht, warum die Eifersucht sich bis zum Glück vorwagte, das so im Strudel der Furcht versinken könne; er fand aber selbst keine durchschlagenden Argumente dagegen und spürte nur, wie er das trunkene Glücksgefühl, mit dem „Alexis das Mädchen verlässt und sich einschifft“, für alle Zeiten festhalten wollte. Goethe erwiderte, dass „jedes unerwartete und unverdiente Liebesglück die Furcht des Verlustes unmittelbar auf der Ferse nach sich“ führe. Auch habe er das Pathos der durchaus leidenschaftlichen Idylle bis zum Ende hin steigern wollen. Briefe an Marianne Meyer und Wilhelm von Humboldt belegen, dass er diese Elegie besonders schätzte.
In der römischen Mythologie galt Occasio als Personifikation der günstigen Gelegenheit und entsprach dem griechischen Kairos. Die häufig besungene, sich leicht entziehende Göttin war den Schnellentschlossenen günstig, während sie für die Zögernden hinderlich sein konnte. In seiner vierten Römischen Elegie besingt auch Goethe sie: „Diese Göttin, sie heißt Gelegenheit; lernet sie kennen! / Sie erscheint euch oft, immer in andrer Gestalt“. Dora, die am Gartentor wartet und den zum Schiff eilenden Alexis abfängt, um ihm die symbolischen Früchte der Liebe zu geben, kann im Hinblick auf ihren Namen (Kurzform von Theodora, dem Gottesgeschenk) selbst als Göttin der Gelegenheit gedeutet werden.
In dem Abschieds- und Reisemotiv lässt sich ein durchaus bodenständiger Hintergrund ausmachen: In Weimar konnte Goethe sich im Umkreis von Christiane und dem Kind häufig nicht recht konzentrieren und zog sich zurück. So zeugt das Gedicht auch von der Spannung zwischen erfüllter Liebe und dem Wunsch, sie zurückzulassen, um „auf hoher See“ verheißungsvolleren Geschäften nachzugehen.
Friedrich Dieckmann deutet die Eifersucht als Ausdruck des Schuldgefühls dessen, der sich der Frau entziehen musste, um produktiv sein zu können und verweist auf die umfangreiche psychoanalytische Studie Kurt Eisslers: Mit den häufigen Aufenthalten in Jena habe Goethe sich auf die neuen Umstände eingestellt und sein Leben in den müßigen Weimarer Kreis mit der Familie, die das Arbeiten letztlich unmöglich machten, und den produktiven, „latent homosexuellen Kreis in Jena“ aufgeteilt. Christiane wusste von seinen Schwierigkeiten und betrachtete seinen Rückzug nicht als Vorwurf gegen sich.